# Myrmeleon basutus
Myrmeleon basutus är en insektsart som först beskrevs av Luisa Eugenia Navas 1927.  Myrmeleon basutus ingår i släktet Myrmeleon och familjen myrlejonsländor. Inga underarter finns listade i Catalogue of Life.